# Lee Huan
Lee Huan (en chino, 李煥) Hankou, 8 de febrero de 1917  –  Taipéi, 2 de diciembre de 2010) fue un político taiwanés. Ocupó el cargo de Primer ministro de la República de China de 1989 a 1990 a las órdenes del Presidente Lee Teng-hui. Es el padre de Lee Ching-hua y Diane Lee. 

## Biografía
Se licenció en Derecho en la Universidad de Fudan y su Máster de Bellas Artes en la Universidad de Columbia. Recibió su máster en Administración y Ciencia Social por la Universidad de Dankook en Corea del Sur. Lee también recibió su doctorado honorífico en la Universidad de Dongguk en Corea del Sur.
En 1972, Lee Huan fue nombrado director general del Departamento de Organización del Kuomintang (KMT) cuando Chiang Ching-kuo era primer ministro. En 1976, Chiang Ching-kuo instruyó a Lee Huan para seleccionar a varias docenas de jóvenes líderes del partido para el programa de entrenamiento de cuadros de más alto nivel en el Instituto de Práctica Revolucionaria. Entre las 60 personas elegidas para la capacitación, la mitad eran taiwaneses, como Lien Chan, Wu Po-hsiung, Shih Chi-yang. Esta apertura del programa de cuadros del KMT fue un hecho sin precedentes para los taiwaneses nativos, y fue un paso importante en el programa de Chiang Ching-kuo de aflojar el control continental del KMT mediante la integración de los taiwaneses nativos en su liderazgo.
En 1977, varios miles de manifestantes anti-KMT liderados por Hsu Hsin-liang se reunieron en la ciudad del Distrito de Zhongli para protestar por el uso de papeletas en las próximas elecciones, por temor a que el KMT utilizara las papeletas para manipular las elecciones. Cuando los manifestantes se dieron cuenta de que el KMT probablemente había llevado a cabo el fraude que habían temido, se amotinaron y finalmente incendiaron la estación de policía de Zhongli. Los disturbios (la primera degrandes dimensiones en Taiwán desde 1947) fue bautizado como el Incidente Zhongli. El Kuomintang creyó que Lee Huan era el causante de estas protestas por lo que lo obligaron a dimitir.
Después de su renuncia, se convirtió en presidente del CTV hasta 1979. Ese año se convirtió en presidente de la Universidad Nacional Sun Yat-sen. En 1984, fue nombrado Ministro de Educación. En tres años en el cargo, abolió las restricciones sobre la longitud del cabello de los estudiantes, permitió el establecimiento de colegios privados, estableció un colegio de educación física, aumentó las becas para estudiantes graduados y estableció el Comité de Publicaciones Universitarias.
Chiang Ching-kuo ascendió a Presidencia en 1978, y en julio de 1987, aprovechó a su antiguo confidente Lee Huan para que fuera el nuevo Secretario General. Chiang le indicó a Lee los tres objetivos que desearía que cumpliera: reformar el partido, llevar a la República a la democracia y hacia la reunificación. En su discurso de septiembre de 1987, Lee declaró que los objetivos del partido ya no era para reemplazar al partido comunista que gobernó China continental, sino más bien para "impulsar la democracia, la libertad de prensa y una economía abierta en el continente para librar a China del comunismo y moverla hacia un estado moderno democrático." Parte del ala más derechista del Kuomintang afirmó que el discurso traicionaba el compromiso histórico del partido de acabar con los comunistas. Chiang respondió instruyendo a Lee para que publicara todo el discurso en el diario oficial del partido. El papel que desempeñó Lee en el levantamiento de la ley marcial en Taiwán y las reformas posteriores en la Asamblea Nacional llevó a los miembros de la asamblea a caracterizar a Lee como uno de los Guardias rojos.
Chiang Ching-kuo murió el 13 de enero de 1988 y el Vicepresidente Lee Teng-hui ocupó el cargo de presidente. La "Facción Palacio" del KMT, un grupo de continentales conservadores encabezados por el general Hau Pei-tsun, el Premier Yu Kuo-hwa, y Lee Huan trató de bloquear el acceso del presidente Lee a la presidencia del KMT y marginarlo como figura decorativa.  Con la ayuda de James Soong – miembro de la Facción Palacio – que calmó a los insurgentes con la famosa súplica "Cada día de retraso es un día de falta de respeto a Ching-kuo", a Lee se le permitió ascender a la presidencia sin obstáculos. En el congreso del partido KMT de julio de 1988, Lee nombró a 31 miembros del Comité Central, 16 de los cuales eran taiwaneses nativos: por primera vez, los taiwaneses nativos tenían una mayoría en lo que entonces era un poderoso órgano de formulación de políticas.
Yu Kuo-hwa se retiró como primer ministro en 1989, y el presidente Lee nombró a Lee Huan para sustituirlo. De todas maneras, solo estuvo un año Lee fue forzado a dimitir a favor de Hau Pei-tsun, debido a fuertes desacuerdos entre el presidente Lee y Lee Huan.
A pesar de ser forzados a dejar el cargo, los líderes conservadores dentro del KMT como Lee Huan, el primer ministro Hau, el presidente del Yuan Judicial Lin Yang-kang y el segundo hijo de Chiang Kai-shek, Chiang Wei-kuo, formaron un bloque (llamado la "facción no convencional") para oponerse a los que seguían al presidente Lee (la "facción principal").
Lee murió en el Hospital General de Veteranos de Taipéi el 2 de diciembre de 2010 a los 93 años.